# Eric Blore
Pour les articles homonymes, voir Blore.
Eric Blore, né le 23 décembre 1887 à Finchley (Middlesex, Angleterre), mort le 2 mars 1959 à Los Angeles — Quartier d'Hollywood (Californie), est un acteur anglais.

## Biographie
Installé aux États-Unis en 1923, Eric Blore apparaît dans deux films muets en 1920 et 1926, puis après le passage au parlant, dans plus de 80 films américains entre 1930 et 1955, souvent dans des rôles de domestique. Mentionnons plusieurs films musicaux aux côtés du couple Fred Astaire-Ginger Rogers, dont La Joyeuse Divorcée en 1934, où il reprend le rôle du serveur qu'il venait d'interpréter  au théâtre à Broadway.
Il se produit à Broadway de 1923 à 1933, dans des pièces, comédies musicales et revues, puis une dernière fois en 1943-1944, dans une revue des Ziegfeld Follies.

## Filmographie partielle
- 1933 : Carioca (Flying Down to Rio) de Thornton Freeland
- 1934 : La Joyeuse Divorcée (The Gay Divorcee) de Mark Sandrich
- 1934 : Mystères de Londres (Limehouse Blues) de Alexander Hall
- 1934 : La Métisse (Behold My Wife), de Mitchell Leisen
- 1935 : Collège rythme (Old Man Rhythm) de Edward Ludwig
- 1935 : Vivre sa vie (I live my Life) de W. S. Van Dyke
- 1935 : Le Danseur du dessus (Top Hat) de Mark Sandrich
- 1935 : To Beat the Band de Benjamin Stoloff
- 1935 : Griseries (I Dream Too Much) de John Cromwell
- 1935 : La Bonne Fée (The Good Fairy) de William Wyler
- 1935 : Folies-Bergère de Roy Del Ruth
- 1935 : Seven Keys to Baldpate de William Hamilton et Edward Killy
- 1935 : Un drame au casino (The Casino Murder Case) d'Edwin L. Marin
- 1935 : Diamond Jim d'A. Edward Sutherland
- 1936 : Le Mystère de Mason Park (Two in the Dark) de Benjamin Stoloff
- 1936 : Sur les ailes de la danse (Swing Time) de George Stevens
- 1936 : Mon ex-femme détective (The Ex-Mrs. Bradford) de Stephen Roberts
- 1936 : Héros malgré lui (Sons o' Guns) de Lloyd Bacon
- 1936 : Jim l'excentrique (Piccadilly Jim) de Robert Z. Leonard
- 1936 : L'habit ne fait pas le moine (en) (Smartest Girl in Town) de Joseph Santley
- 1937 : L'Entreprenant Monsieur Petrov (Shall we dance) de Mark Sandrich
- 1937 : L'Aventure de minuit (It's Love I'm After) d'Archie Mayo
- 1937 : Michel Strogoff (The Soldier and the Lady) de George Nichols Jr.
- 1937 : Pour un baiser (Quality Street) de George Stevens

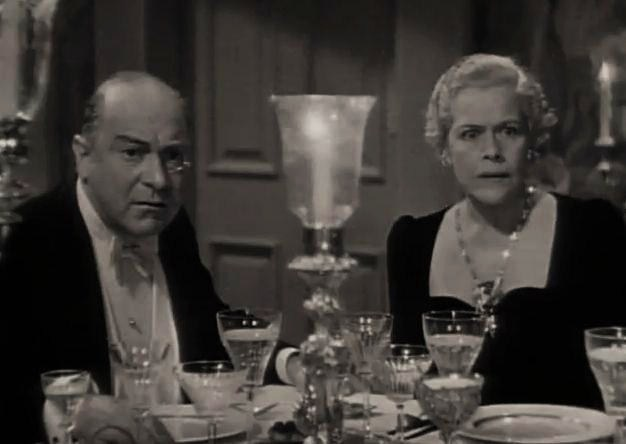
Avec Janet Beecher, dans Un cœur pris au piège (1941)

- 1937 : Déjeuner pour deux (Breakfast for Two) d'Alfred Santell
- 1937 : La Femme en cage (Hitting a New High) de Raoul Walsh
- 1938 : Quelle joie de vivre (Joy of living) de Tay Garnett
- 1938 : Les montagnards sont là (Swiss Miss) de John G. Blystone
- 1938 : A Desperate Adventure de John H. Auer
- 1939 : Island of Lost Men de Kurt Neumann
- 1939 : $1000 a Touchdown de James P. Hogan
- 1940 : Musique dans mon cœur (Music in my Heart) de Joseph Santley
- 1940 : The Man Who Wouldn't Talk de David Burton
- 1940 : The Lone Wolf Strikes de Sidney Salkow
- 1940 : Voyage sans retour ('Til we Meet Again) de Edmund Goulding
- 1940 : The Lone Wolf Meets a Lady de Sidney Salkow
- 1940 : The Boys from Syracuse de A. Edward Sutherland
- 1940 : Earl of Puddlestone de Gus Meins
- 1940 : South of Suez de Lewis Seiler
- 1940 : The Lone Wolf Keeps a Date de Sidney Salkow
- 1941 : Les Voyages de Sullivan (Sullivan's Travels) de Preston Sturges
- 1941 : En route vers Zanzibar (Road to Zanzibar) de Victor Schertzinger
- 1941 : Shanghaï (The Shanghai Gesture) de Josef von Sternberg
- 1941 : Secrets of the Lone Wolf d'Edward Dmytryk
- 1941 : Redhead d'Edward L. Cahn
- 1941 : Un cœur pris au piège (The Lady Eve) de Preston Sturges
- 1942 : The Moon and Sixpence d'Albert Lewin
- 1942 : Counter-Espionage d'Edward Dmytryk
- 1943 : Et la vie recommence (Forever and a Day) d'Edmund Goulding, Cedric Hardwicke et divers
- 1943 : Passeport pour Suez (Passport to Suez) d'André de Toth
- 1943 : Holy Matrimony de John M. Stahl
- 1944 : San Diego I Love You de Reginald Le Borg
- 1945 : La Duchesse des bas-fonds (Kitty) de Mitchell Leisen
- 1945 : Penthouse Rhythm d'Edward F. Cline
- 1948 : Romance à Rio (Romance on the High Seas) de Michael Curtiz
- 1949 : Le Crapaud et le Maître d'école (The Adventures of Ichabod and Mr. Toad), film d'animation de Clyde Geronimi, James Algar et Jack Kinney, segment La Mare aux grenouilles (The Adventures of Mr. Toad) (voix)
- 1950 : La Pêche au trésor (Love Happy) de David Miller et Leo McCarey
- 1950 : Propre à rien ! (Fancy Pants) de George Marshall

## Théâtre
(à Broadway, comme interprète, sauf mention contraire)
- 1923-1924 : Little Miss Bluebeard, pièce avec musique de Gabor Dregely, adaptée par Avery Hopwood, avec Stanley Logan
- 1924 : Andre Charlot's Revue of 1924, revue musicale, auteurs divers, avec Jack Buchanan, Herbert Mundin
- 1925-1926 : Charlot Revue, revue musicale, auteurs divers (dont Eric Blore, comme lyriciste uniquement), avec Jack Buchanan, Gertrude Lawrence, Herbert Mundin
- 1926 : The Ghost Train, pièce d'Arnold Ridley, avec Claudette Colbert, Isobel Elsom, John Williams
- 1927 : Mixed Doubles, pièce de Frank Stayton, avec Thurston Hall, John Williams
- 1927 : Just Fancy, comédie musicale, musique de Joseph Meyer et Philip Charig, mise en scène, produite et interprétée par Joseph Santley
- 1928 : Here's Howe, comédie musicale, musique de Roger Wolfe Kahn et Joseph Meyer, lyrics d'Irving Caesar, avec Alan Hale
- 1928-1929 : Angela, pièce de Fanny Todd Mitchell, avec Jeanette MacDonald, Alison Skipworth
- 1929 : Meet the Prince, pièce d'Alan Alexander Milne, mise en scène de Basil Sydney, avec J.M. Kerrigan, Basil Sydney
- 1930 : Roar China, pièce de S. Tretyakov
- 1931 : Give me Yesterday, pièce d'Alan Alexander Milne, avec Louis Calhern, Edward Rigby, Jane Wyatt
- 1931 : Here goes the Bride, comédie musicale, musique de Johnny Green, orchestrations de Conrad Salinger, direction musicale d'Adolph Deutsch
- 1932 : The Devil passes, pièce de Benn W. Levy, avec Arthur Byron, Ernest Cossart, Mary Nash, Basil Rathbone
- 1932-1933 : Gay Divorce, comédie musicale, musique et lyrics de Cole Porter, livret de Dwight Taylor adapté par Kenneth S. Webb et Samuel Hoffenstein, mise en scène d'Howard Lindsay, orchestrations de Robert Russell Bennett et Hans Spialek, avec Fred Astaire, Claire Luce, Erik Rhodes
- 1933-1934 : Gay Divorce, reprises à Londres puis Birmingham (Angleterre), avec Fred Astaire, Claire Luce, Claud Allister, Olive Blakeney, Erik Rhodes
- 1943-1944 : Ziegfeld Follies of 1943, revue sur une musique de Ray Henderson, avec Milton Berle, Ilona Massey, Jack Cole